# Tsahai

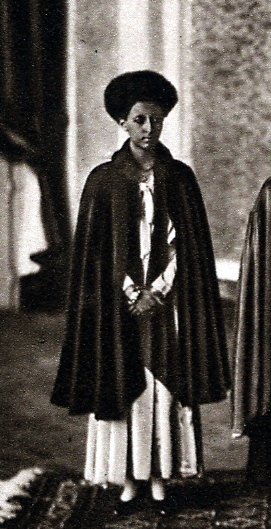
Prinzessin Tsahai Anfang der 1930er Jahre

Prinzessin Tsahai Worq (geboren am 13. Oktober 1919 in Addis Abeba; gestorben am 17. August 1942 in Nekemte) war die Tochter des äthiopischen Kaisers Haile Selassie und ausgebildete Kinderkrankenschwester.

## Leben
Tsahai wurde als dritte Tochter von Haile Selassie und dessen Frau Menen Asfaw geboren. Ihr voller Name Tsahai Worq bedeutete Goldene Sonne. Während Selassies Exil ab 1936 begleitete sie ihren Vater bei zahlreichen öffentlichen Auftritten. In dieser Zeit beendete sie ihr Studium und ließ sich am 25. August 1939 zur Kinderkrankenschwester examinieren. Bei der Befreiung Äthiopiens von der Herrschaft der Italiener mithilfe britischer Truppen begleitete Tsahai die Lazarette der Armee als Krankenschwester.
Sie heiratete am 26. April 1942 den Generalleutnant Abiye Abebe (1918–1974), der Gouverneur von Wollega wurde. Sie starb schon im August 1942 in Nekemte, der Hauptstadt von Wollega, an Komplikationen ihrer ersten Schwangerschaft. Auch das Kind überlebte nicht. Tsahai wurde in Addis Abeba beigesetzt.

## Namensgebend
Der erste in Äthiopien 1935 konstruierte und gebaute Flugzeugtyp Tsehai wurde nach Tsahai umbenannt.
Haile Selassie gründete ein Kriegswaisenhaus in Addis Abeba, welches bis zu seinem Sturz 1974 ihren Namen trug.